# Чернова, Нина Михайловна (Герой Социалистического Труда)
Ни́на Миха́йловна Черно́ва (28 января 1920, Борисоглебск, Борисоглебский уезд, Воронежская губерния, РСФСР — 21 января 2009, Пермь, Пермский край, Россия) — советский энергетик.

## Биография
Родилась 28 января 1920 года в городе Борисоглебске одноимённого уезда Воронежской губернии РСФСР.
В 1942 году окончила Московский энергетический институт и стала инженером электролаборатории Березниковской ТЭЦ-4 (город Березники, Молотовская область, РСФСР, СССР). Была повышена до старшего инженера, начальника лаборатории, заместителя начальника и начальника энергетического цеха, а с 1959-го по 1968 год являлась директором электростанции.
В 1968—1979 годах — заместитель управляющего производственного объединения энергетики и электрификации «Пермэнерго». В 1979 году вышла на пенсию.
Избиралась членом бюро городского комитета КПСС, депутатом Пермских областного и городского Советов трудящихся.
Проживала в городе Пермь Пермского края Российской Федерации.
Скончалась 21 января 2009 года.

## Работа
Под руководством Черновой на ТЭЦ происходит масштабная реконструкция, заменено оборудование; построены жилые помещения, учреждены детские сады и ясли, пионерский лагерь, создан университет, при Доме культуры энергетиков организованы детская хореографическая студия и эстрадный оркестр.
Во время работы в «Пермэнерго» при её непосредственном участии были пущены Пермская ГРЭС, Пермская ТЭЦ-14, вторая очередь Пермской ТЭЦ-9 и другие энергетические предприятия.

## Награды
- Орден Ленина (7 марта 1960 года)[1];
- Звание «Герой Социалистического Труда»[1][2][3][4] с вручением медали «Серп и Молот» и ордена Ленина[1][4] (4 октября 1966 года[1][2][3][4]; «за выдающиеся успехи, достигнутые в выполнении заданий семилетнего плана по развитию энергетики страны»[1][4]);
- медали[1].

## Память
5 мая 2011 года на доме, где жила Нина Михайловна (Комсомольский проспект, дом 51А) в честь неё установлена мемориальная доска.